# Verein für Bewegungsspiele Stuttgart 1893 2019-2020
Questa pagina raccoglie i dati riguardanti il Verein für Bewegungsspiele Stuttgart 1893 nelle competizioni ufficiali della stagione 2019-2020.

## Stagione
Dopo soli due anni di permanenza in massima serie, lo Stoccarda viene retrocesso in 2. Fußball-Bundesliga. Per puntare alla promozione viene scelto l'ex tecnico dell'Holstein Kiel Tim Walter. Il primo impegno ufficiale dei Roten è il big-match di campionato contro l'Hannover 96 del 26 luglio, vinto per 2-1. Il 12 agosto lo Stoccarda supera il primo turno di Coppa di Germania, battendo a domicilio l'Hansa Rostock per 1-0. Il 4 ottobre, in occasione della nona giornata di campionato, lo Stoccarda subisce la prima sconfitta stagionale: 1-2 in casa con il Wehen Wiesbaden, ultimo in classifica.
Il 29 ottobre, dopo tre sconfitte consecutive in campionato di cui una per 6-2 contro l'Amburgo, lo Stoccarda vince per 2-1 ai tempi supplementari proprio in casa degli anseatici, superando il secondo turno di Coppa di Germania. Il 16 dicembre ha luogo l'elezione del nuovo presidente Claus Vogt. Inoltre, col pareggio per 1-1 in casa del Darmstadt, si conclude il girone di andata dello Stoccarda al terzo posto in piena lotta promozione. Il 23 dicembre viene esonerato l'allenatore Tim Walter. Il 30 dicembre viene annunciato lo statunitense Pellegrino Matarazzo, assistente di Alfred Schreuder all'Hoffenheim, come nuovo allenatore.
Il 5 febbraio si conclude il cammino dello Stoccarda in coppa nazionale, in virtù della sconfitta per 2-1 sul campo del Bayer Leverkusen. Il 17 maggio riprende il campionato, dopo lo stop forzato a seguito dell'emergenza dovuta alla pandemia di COVID-19, con lo Stoccarda che perde per 2-1 contro il Wehen Wiesbaden. Il 28 maggio, dopo due sconfitte consecutive, lo Stoccarda vince il big match contro i rivali dell'Amburgo per 3-2, rimontando lo svantaggio di 0-2 concretizzato a fine primo tempo. Il 21 giugno, grazie alla vittoria esterna per 0-6 sul campo del Norimberga, lo Stoccarda consolida il secondo posto che vale la promozione in Bundesliga.

## Maglie e sponsor
Lo sponsor tecnico per la stagione 2019-2020 è Jako, mentre lo sponsor ufficiale è per la settima stagione consecutiva Mercedes-Benz Bank.
|  | Casa |  | Trasferta |  | Terza maglia |

## Organigramma societario
Dal sito internet ufficiale della società.
Area direttiva
- Presidente: Wolfgang Dietrich[3]; Claus Vogt[4]
- Vicepresidente: Wilfried Porth
- Supervisori: Guido Buchwald, Bernd Gaiser, Hartmut Jenner, Hermann Ohlicher, Franz Reiner, Bertram Sugg

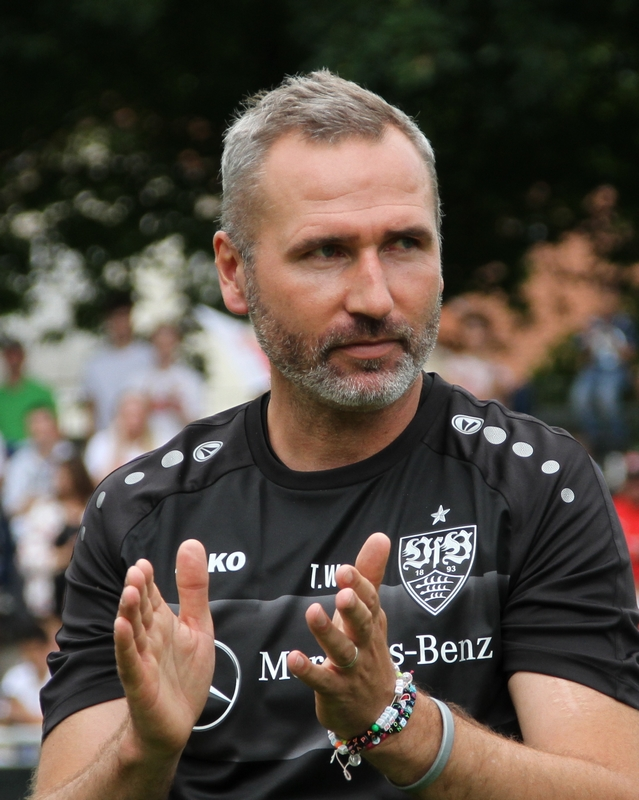
Tim Walter, allenatore dello Stoccarda nella prima metà della stagione

Area tecnica
- Allenatore: Tim Walter[1]; Pellegrino Matarazzo[2]
- Allenatore in seconda: Rainer Widmayer
- Allenatore in terza: Rainer Ulrich
- Assistente allenatore: Michael Wimmer
- Allenatore dei portieri: Uwe Gospodarek
- Supervisori: Günther Schäfer, Peter Reichert
- Preparatori atletici: Martin Franz, Matthias Schiffers
- Medici di squadra: Raymond Best, Heiko Striegel, Mario Bucher
- Fisioterapisti: Gerhard Wörn, Matthias Hahn, Manuel Roth
- Analista: Marcus Fregin

Area organizzativa
- Direttore finanziario: Stefan Heim
- Direttore sportivo: Thomas Hitzlsperger

Area marketing
- Direttore area marketing: Jochen Röttgermann
- Equipaggiamento: Michael Meusch, Gordana Markovic-Masala

Area comunicazione
- Direttore della comunicazione: Oliver Schraft

## Rosa
Rosa e numerazione dello Stoccarda tratte dal sito ufficiale.

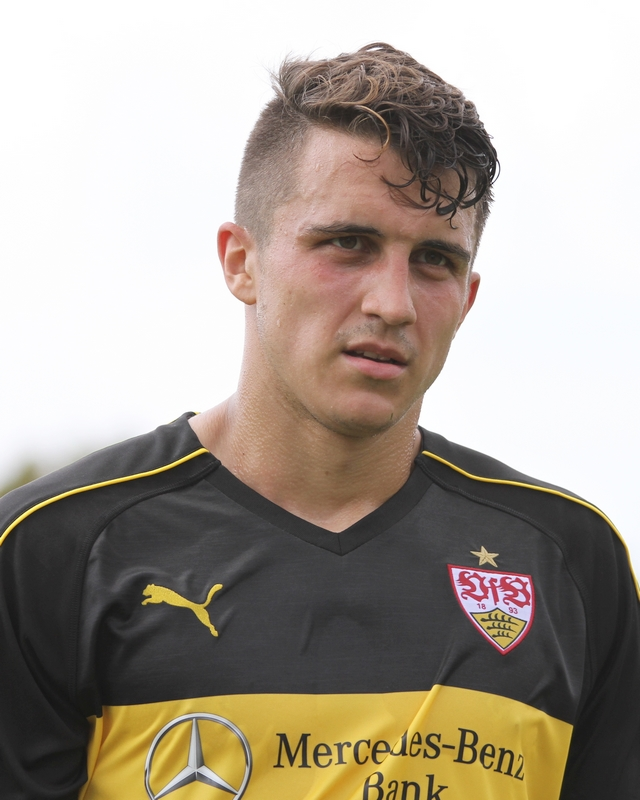
Marc-Oliver Kempf, il capitano dello Stoccarda

## Calciomercato

### Sessione estiva
| Acquisti         | Acquisti            | Acquisti            | Acquisti                         |
| R.               | Nome                | da                  | Modalità                         |
| ---------------- | ------------------- | ------------------- | -------------------------------- |
| P                | Fabian Bredlow      | Norimberga          | definitivo (0,3 milioni €)       |
| P                | Gregor Kobel        | Hoffenheim          | prestito                         |
| D                | Maxime Awoudja      | Bayern Monaco II    | definitivo (1,5 milioni €)       |
| D                | Nathaniel Phillips  | Liverpool           | prestito                         |
| D                | Pascal Stenzel      | Friburgo            | prestito                         |
| C                | Tanguy Coulibaly    | Paris Saint-Germain | gratuito                         |
| C                | Wataru Endō         | Sint-Truiden        | prestito oneroso (0,3 milioni €) |
| C                | Philipp Förster     | Sandhausen          | definitivo (3 milioni €)         |
| C                | Atakan Karazor      | Holstein Kiel       | definitivo (0,8 milioni €)       |
| C                | Philipp Klement     | Paderborn           | definitivo (2,5 milioni €)       |
| C                | Mateo Klimowicz     | Instituto (C)       | definitivo (1,5 milioni €)       |
| A                | Hamadi Al Ghaddioui | Jahn Ratisbona      | definitivo (0,3 milioni €)       |
| A                | Saša Kalajdžić      | Admira Wacker M.    | definitivo (2,5 milioni €)       |
| A                | Silas Wamangituka   | Paris FC            | definitivo (8 milioni €)         |
| Altre operazioni |                     |                     |                                  |
| R.               | Nome                | da                  | Modalità                         |
| D                | Ailton              | Braga               | fine prestito                    |
| D                | Marcin Kamiński     | Fortuna Düsseldorf  | fine prestito                    |
| C                | Anto Grgić          | Sion                | fine prestito                    |
| C                | Orel Mangala        | Amburgo             | fine prestito                    |
| C                | Roberto Massimo     | Arminia Bielefeld   | fine prestito                    |
| C                | Nikolas Nartey      | Colonia             | definitivo                       |
| C                | Berkay Özcan        | Amburgo             | fine prestito                    |
| C                | Hans Nunoo Sarpei   | Greuther Fürth      | fine prestito                    |

| Cessioni         | Cessioni          | Cessioni           | Cessioni                         |
| R.               | Nome              | a                  | Modalità                         |
| ---------------- | ----------------- | ------------------ | -------------------------------- |
| P                | Ron-Robert Zieler | Hannover 96        | definitivo (0,75 milioni €)      |
| D                | Timo Baumgartl    | PSV                | definitivo (10 milioni €)        |
| D                | Andreas Beck      | Eupen              | svincolato                       |
| D                | Ozan Kabak        | Schalke 04         | definitivo (15 milioni €)        |
| D                | Pablo Maffeo      | Girona             | prestito oneroso (0,8 milioni €) |
| D                | Benjamin Pavard   | Bayern Monaco      | definitivo (35 milioni €)        |
| C                | Chadrac Akolo     | Amiens             | prestito oneroso (0,5 milioni €) |
| C                | Dennis Aogo       |                    | svincolato                       |
| C                | Alexander Esswein | Hertha Berlino     | fine prestito                    |
| C                | Christian Gentner | Union Berlino      | svincolato                       |
| C                | David Kopacz      | Górnik Zabrze      | prestito                         |
| C                | Erik Thommy       | Fortuna Düsseldorf | prestito                         |
| C                | Steven Zuber      | Hoffenheim         | fine prestito                    |
| A                | Anastasios Dōnīs  | Stade Reims        | prestito                         |
| Altre operazioni |                   |                    |                                  |
| R.               | Nome              | a                  | Modalità                         |
| P                | Alexander Meyer   | Jahn Ratisbona     | gratuito                         |
| D                | Ailton            | Qarabağ            | prestito                         |
| C                | Anto Grgić        | Sion               | definitivo (0,9 milioni €)       |
| C                | Nikolas Nartey    | Hansa Rostock      | prestito                         |
| C                | Hans Nunoo Sarpei | Greuther Fürth     | definitivo (0,05 milioni €)      |
| C                | Berkay Özcan      | Amburgo            | definitivo (1,5 milioni €)       |
| A                | Leon Dajaku       | Bayern Monaco II   | definitivo (1,5 milioni €)       |

### Sessione invernale
| Acquisti         | Acquisti           | Acquisti      | Acquisti                   |
| R.               | Nome               | da            | Modalità                   |
| ---------------- | ------------------ | ------------- | -------------------------- |
| C                | Darko Čurlinov     | Colonia       | definitivo                 |
| C                | Clinton Mola       | Chelsea       | definitivo (0,4 milioni €) |
| Altre operazioni |                    |               |                            |
| R.               | Nome               | da            | Modalità                   |
| D                | Nathaniel Phillips | Liverpool     | prestito                   |
| C                | Ebenezer Ofori     | New York City | fine prestito              |

| Cessioni         | Cessioni           | Cessioni       | Cessioni                  |
| R.               | Nome               | a              | Modalità                  |
| ---------------- | ------------------ | -------------- | ------------------------- |
| D                | Emiliano Insúa     |                | svincolato                |
| C                | Santiago Ascacíbar | Hertha Berlino | definitivo (10 milioni €) |
| Altre operazioni |                    |                |                           |
| R.               | Nome               | da             | Modalità                  |
| D                | Nathaniel Phillips | Liverpool      | fine prestito             |
| C                | Ebenezer Ofori     | AIK            | gratuito                  |

## Risultati

### 2. Bundesliga

#### Girone di andata
| Arbitro: | Brych (Monaco di Baviera) |

|                      |           |                    |
| Gómez 29’ Didavi 36’ | Marcatori | 39’ (aut.) Awoudja |

| Arbitro: | Cortus (Röthenbach) |

|                               |           |                                |
| Leipertz 78’ Kempf 84’ (aut.) | Marcatori | 52’ Al Ghaddioui 57’ Badstuber |

| Arbitro: | Winkmann (Kerken) |

|                        |           |                  |
| Kempf 60’ González 90’ | Marcatori | 18’ Møller Dæhli |

| Aue 23 agosto 2019, ore 18:30 CEST 4ª giornata | Erzgebirge Aue   | 0 – 0 referto | Stoccarda | Sparkassen-Erzgebirgsstadion (13 950 spett.)\| Arbitro: \| Zwayer (Berlino) \| |
| Arbitro:                                       | Zwayer (Berlino) |               |           |                                                                                |

| Arbitro: | Gräfe (Berlino) |

|                         |           |              |
| Didavi 19’ González 48’ | Marcatori | 40’ Ganvoula |

| Arbitro: | Stieler (Amburgo) |

|                                               |           |                                               |
| Besuschkow 71’ (rig.) Palacios Martínez 90+3’ | Marcatori | 24’ González 76’ Badstuber 90+2’ Al Ghaddioui |

| Arbitro: | Storks (Velen) |

|                       |           |  |
| Didavi 2’ Förster 82’ | Marcatori |  |

| Arbitro: | Gerach (Landau) |

|  |           |                    |
|  | Marcatori | 90+1’ Al Ghaddioui |

| Arbitro: | Pfeifer (Hameln) |

|                  |           |                   |
| Al Ghaddioui 11’ | Marcatori | 3’, 18’ Schäffler |

| Arbitro: | Kempkes (Thür) |

|  |           |         |
|  | Marcatori | 55’ Lee |

| Arbitro: | Aytekin (Oberasbach) |

|                                                                          |           |                           |
| Kittel 13’ (rig.), 36’ Jatta 24’ Castro 56’ (aut.) Harnik 76’ Fein 90+1’ | Marcatori | 33’ González 63’ W. Silas |

| Arbitro: | Aarnink (Nordhorn) |

|                                                 |           |                 |
| Hamalainen 3’ (aut.) Ascacíbar 38’ W. Silas 84’ | Marcatori | 51’ (rig.) Koné |

| Arbitro: | Winter (Freckenfeld) |

|            |           |  |
| Álvarez 4’ | Marcatori |  |

| Arbitro: | Stieler (Amburgo) |

|                                            |           |  |
| Förster 60’ Mangala 75’ Al Ghaddioui 90+3’ | Marcatori |  |

| Arbitro: | Osmers (Hannover) |

|                    |           |                     |
| Bouhaddouz 1’, 24’ | Marcatori | 89’ (rig.) W. Silas |

| Arbitro: | Schröder (Hannover) |

|                                           |           |          |
| W. Silas 58’ (rig.) Gómez 59’ Förster 72’ | Marcatori | 10’ Frey |

| Arbitro: | Ittrich (Amburgo) |

|           |           |          |
| Kempe 20’ | Marcatori | 45’ Sosa |

#### Girone di ritorno
| Arbitro: | Siewer (Olpe) |

|                      |           |                           |
| Ducksch 13’ Prib 74’ | Marcatori | 46’ González 62’ W. Silas |

| Arbitro: | Badstübner (Windsbach) |

|                                  |           |  |
| Kempf 32’ González 76’ Gómez 86’ | Marcatori |  |

| Arbitro: | Brych (Monaco di Baviera) |

|             |           |           |
| Veerman 56’ | Marcatori | 81’ Gómez |

| Arbitro: | Rohde (Rostock) |

|                             |           |  |
| Didavi 34’, 42’ Gómez 90+1’ | Marcatori |  |

| Arbitro: | Willenborg (Osnabrück) |

|  |           |                  |
|  | Marcatori | 80’ Al Ghaddioui |

| Arbitro: | Osmers (Hannover) |

|                       |           |  |
| Didavi 58’ Castro 59’ | Marcatori |  |

| Arbitro: | Siewer (Olpe) |

|                         |           |  |
| Caligiuri 48’ Ernst 76’ | Marcatori |  |

| Arbitro: | Dankert (Rostock) |

|           |           |            |
| Gómez 53’ | Marcatori | 76’ Soukou |

| Arbitro: | Stegemann (Niederkassel) |

|                                  |           |              |
| Schäffler 50’ Tietz 90+7’ (rig.) | Marcatori | 83’ González |

| Arbitro: | Schröder (Hannover) |

|                                  |           |                                  |
| Iyoha 7’ Dehm 78’ Lauberbach 79’ | Marcatori | 59’ (rig.) González 86’ W. Silas |

| Arbitro: | Dingert (Lebecksmühle) |

|                                           |           |                                  |
| Endō 47’ González 60’ (rig.) Castro 90+2’ | Marcatori | 16’ Pohjanpalo 45+2’ (rig.) Hunt |

| Arbitro: | Cortus (Röthenbach) |

|  |           |                               |
|  | Marcatori | 18’ Al Ghaddioui 88’ Čurlinov |

| Stoccarda 7 giugno 2020, ore 13:30 CEST 30ª giornata | Stoccarda        | 0 – 0 referto | Osnabrück | Mercedes-Benz-Arena ( spett.)\| Arbitro: \| Welz (Wiesbaden) \| |
| Arbitro:                                             | Welz (Wiesbaden) |               |           |                                                                 |

| Arbitro: | Gerach (Landau) |

|                       |           |                     |
| Wanitzek 7’ Fröde 72’ | Marcatori | 35’ (rig.) González |

| Arbitro: | Alt (Illingen) |

|                                                                          |           |            |
| González 12’, 31’ (rig.) Castro 20’ Kister 28’ (aut.) Al Ghaddioui 90+4’ | Marcatori | 68’ Zauner |

| Arbitro: | Jöllenbeck (Friburgo) |

|  |           |                                                               |
|  | Marcatori | 11’ Silas W. 26’, 63’ Karazor 11’ Kalajdžić 52’, 76’ González |

| Arbitro: | Steinhaus (Langenhagen) |

|           |           |                                |
| Gómez 42’ | Marcatori | 32’ Dursun 53’ Bader 88’ Kempe |

### Coppa di Germania
| Arbitro: | Jablonski (Brema) |

|  |           |                  |
|  | Marcatori | 19’ Al Ghaddioui |

| Arbitro: | Dankert (Rostock) |

|                 |           |                                      |
| Hunt 16’ (rig.) | Marcatori | 2’ (rig.) González 114’ Al Ghaddioui |

| Arbitro: | Steinhaus (Langenhagen) |

|                               |           |              |
| Bredlow 72’ (aut.) Alario 83’ | Marcatori | 85’ W. Silas |

## Statistiche

### Statistiche di squadra
| Competizione      | Punti | In casa | In casa | In casa | In casa | In casa | In casa | In trasferta | In trasferta | In trasferta | In trasferta | In trasferta | In trasferta | Totale | Totale | Totale | Totale | Totale | Totale | DR  |
| Competizione      | Punti | G       | V       | N       | P       | Gf      | Gs      | G            | V            | N            | P            | Gf           | Gs           | G      | V      | N      | P      | Gf     | Gs     | DR  |
| ----------------- | ----- | ------- | ------- | ------- | ------- | ------- | ------- | ------------ | ------------ | ------------ | ------------ | ------------ | ------------ | ------ | ------ | ------ | ------ | ------ | ------ | --- |
| 2. Bundesliga     | 58    | 17      | 12      | 2       | 3       | 36      | 15      | 17           | 5            | 5            | 7            | 26           | 26           | 34     | 17     | 7      | 10     | 62     | 41     | +21 |
| Coppa di Germania | -     | 0       | 0       | 0       | 0       | 0       | 0       | 3            | 2            | 0            | 1            | 4            | 3            | 3      | 2      | 0      | 1      | 4      | 3      | +1  |
| Totale            | 58    | 17      | 12      | 2       | 3       | 36      | 15      | 20           | 7            | 5            | 8            | 30           | 29           | 37     | 19     | 7      | 11     | 66     | 44     | +22 |

### Andamento in campionato
| Giornata  | 1 | 2 | 3 | 4 | 5 | 6 | 7 | 8 | 9 | 10 | 11 | 12 | 13 | 14 | 15 | 16 | 17 | 18 | 19 | 20 | 21 | 22 | 23 | 24 | 25 | 26 | 27 | 28 | 29 | 30 | 31 | 32 | 33 | 34 |
| --------- | - | - | - | - | - | - | - | - | - | -- | -- | -- | -- | -- | -- | -- | -- | -- | -- | -- | -- | -- | -- | -- | -- | -- | -- | -- | -- | -- | -- | -- | -- | -- |
| Luogo     | C | T | C | T | C | T | C | T | C | C  | T  | C  | T  | C  | T  | C  | T  | T  | C  | T  | C  | T  | C  | T  | C  | T  | T  | C  | T  | C  | T  | C  | T  | C  |
| Risultato | V | N | V | N | V | V | V | V | P | P  | P  | V  | P  | V  | P  | V  | N  | N  | V  | N  | V  | V  | V  | P  | N  | P  | P  | V  | V  | N  | P  | V  | V  | P  |
| Posizione | 4 | 6 | 2 | 3 | 2 | 1 | 1 | 1 | 1 | 2  | 3  | 3  | 3  | 3  | 3  | 3  | 3  | 3  | 2  | 3  | 3  | 3  | 2  | 2  | 2  | 3  | 3  | 2  | 2  | 2  | 3  | 2  | 2  | 2  |

Legenda:

Luogo: C = Casa; T = Trasferta. Risultato: V = Vittoria; N = Pareggio; P = Sconfitta.

### Statistiche dei giocatori
In corsivo i calciatori che hanno lasciato la squadra a stagione in corso.
| Giocatore       | 2. Bundesliga | 2. Bundesliga | 2. Bundesliga | 2. Bundesliga | Coppa di Germania | Coppa di Germania | Coppa di Germania | Coppa di Germania | Totale   | Totale | Totale      | Totale     |
| Giocatore       | Presenze      | Reti          | Ammonizioni   | Espulsioni    | Presenze          | Reti              | Ammonizioni       | Espulsioni        | Presenze | Reti   | Ammonizioni | Espulsioni |
| --------------- | ------------- | ------------- | ------------- | ------------- | ----------------- | ----------------- | ----------------- | ----------------- | -------- | ------ | ----------- | ---------- |
| H. Al Ghaddioui | 28            | 8             | 3             | 0             | 2                 | 2                 | 0                 | 0                 | 30       | 10     | 3           | 0          |
| S. Ascacíbar    | 13            | 1             | 3             | 0             | 2                 | 0                 | 0                 | 0                 | 15       | 1      | 3           | 0          |
| M. Awoudja      | 2             | 0             | 0             | 1             | 0                 | 0                 | 0                 | 0                 | 2        | 0      | 0           | 1          |
| H. Badstuber    | 19            | 2             | 5             | 1             | 2                 | 0                 | 1                 | 0                 | 21       | 2      | 6           | 1          |
| F. Bredlow      | 4             | -4            | 0             | 0             | 3                 | -3                | 0                 | 0                 | 7        | -7     | 0           | 0          |
| G. Castro       | 28            | 3             | 10            | 0             | 3                 | 0                 | 2                 | 0                 | 31       | 3      | 12          | 0          |
| T. Coulibaly    | 2             | 0             | 0             | 0             | 0                 | 0                 | 0                 | 0                 | 2        | 0      | 0           | 0          |
| D. Čurlinov     | 6             | 1             | 1             | 0             | 0                 | 0                 | 0                 | 0                 | 6        | 1      | 1           | 0          |
| D. Didavi       | 19            | 6             | 3             | 1             | 2                 | 0                 | 0                 | 0                 | 21       | 6      | 3           | 1          |
| A. Dōnīs        | 1             | 0             | 0             | 0             | 0                 | 0                 | 0                 | 0                 | 1        | 0      | 0           | 0          |
| L. Egloff       | 3             | 0             | 0             | 0             | 1                 | 0                 | 0                 | 0                 | 4        | 0      | 0           | 0          |
| W. Endō         | 21            | 1             | 5             | 0             | 1                 | 0                 | 0                 | 0                 | 22       | 1      | 5           | 0          |
| P. Förster      | 26            | 3             | 5             | 0             | 2                 | 0                 | 0                 | 0                 | 28       | 3      | 5           | 0          |
| M. Gómez        | 23            | 7             | 0             | 0             | 1                 | 0                 | 0                 | 0                 | 24       | 7      | 0           | 0          |
| N. González     | 27            | 14            | 8             | 0             | 2                 | 1                 | 0                 | 0                 | 29       | 15     | 8           | 0          |
| J. Grahl        | 0             | -0            | 0             | 0             | 0                 | -0                | 0                 | 0                 | 0        | -0     | 0           | 0          |
| E. Insúa        | 6             | 0             | 0             | 0             | 0                 | 0                 | 0                 | 0                 | 6        | 0      | 0           | 0          |
| S. Kalajdžić    | 6             | 1             | 0             | 0             | 0                 | 0                 | 0                 | 0                 | 6        | 1      | 0           | 0          |
| M. Kamiński     | 9             | 0             | 0             | 0             | 0                 | 0                 | 0                 | 0                 | 9        | 0      | 0           | 0          |
| A. Karazor      | 23            | 2             | 6             | 0             | 2                 | 0                 | 2                 | 0                 | 25       | 2      | 8           | 0          |
| M. Kempf        | 21            | 2             | 2             | 1             | 2                 | 0                 | 1                 | 0                 | 23       | 2      | 3           | 1          |
| P. Klement      | 19            | 0             | 2             | 0             | 2                 | 0                 | 0                 | 0                 | 21       | 0      | 2           | 0          |
| M. Klimowicz    | 7             | 0             | 0             | 0             | 1                 | 0                 | 0                 | 0                 | 8        | 0      | 0           | 0          |
| G. Kobel        | 31            | -37           | 0             | 0             | 0                 | -0                | 0                 | 0                 | 31       | -37    | 0           | 0          |
| D. Kopacz       | 0             | 0             | 0             | 0             | 0                 | 0                 | 0                 | 0                 | 0        | 0      | 0           | 0          |
| L. Mack         | 1             | 0             | 0             | 0             | 0                 | 0                 | 0                 | 0                 | 1        | 0      | 0           | 0          |
| O. Mangala      | 29            | 1             | 3             | 0             | 3                 | 0                 | 1                 | 0                 | 32       | 1      | 4           | 0          |
| R. Massimo      | 10            | 0             | 0             | 0             | 1                 | 0                 | 0                 | 0                 | 11       | 0      | 0           | 0          |
| C. Mola         | 8             | 0             | 1             | 0             | 1                 | 0                 | 0                 | 0                 | 9        | 0      | 1           | 0          |
| N. Phillips     | 19            | 0             | 4             | 0             | 3                 | 0                 | 1                 | 0                 | 22       | 0      | 5           | 0          |
| W. Silas        | 29            | 7             | 4             | 0             | 2                 | 1                 | 0                 | 0                 | 31       | 8      | 4           | 0          |
| B. Sosa         | 12            | 0             | 0             | 1             | 1                 | 0                 | 1                 | 0                 | 13       | 0      | 1           | 1          |
| P. Stenzel      | 34            | 0             | 4             | 0             | 3                 | 0                 | 1                 | 0                 | 37       | 0      | 5           | 0          |